# Wolfgang Seidel
 Wolfgang Seidel  va ser un pilot de curses automobilístiques alemany que va arribar a disputar curses de Fórmula 1.
Wolfgang Seidel va néixer el 4 de juliol del 1926 a Dresden, Alemanya i va morir l'1 de març del 1987 a Múnic, Alemanya.

## A la F1
Va debutar a la setena cursa de la quarta temporada de la història del campionat del món de la Fórmula 1, la corresponent a l'any 1953, disputant el 2 d'agost el GP d'Alemanya al Circuit de Nürburgring.
Wolfgang Seidel va participar en dotze curses puntuables pel campionat de la F1, disputades en diferents temporades entre 1953 i 1962.

## Resultats a la Fórmula 1
| Any  | Equip                          | Xassís   | Motor    | 1      | 2   | 3       | 4   | 5       | 6       | 7       | 8       | 9   | 10    | 11      | Posició | Punts |
| ---- | ------------------------------ | -------- | -------- | ------ | --- | ------- | --- | ------- | ------- | ------- | ------- | --- | ----- | ------- | ------- | ----- |
| 1953 | Wolfgang Seidel                | Veritas  | Veritas  | ARG    | 500 | HOL     | BEL | FRA     | GBR     | ALE 16  | SUI     | ITA |       |         | -       | 0     |
| 1958 | Scuderia Centro Sud            | Maserati | Maserati | ARG    | MON | HOL     | 500 | BEL Ret | FRA     | GBR     |         | POR | ITA   | MAR Ret | -       | 0     |
| 1958 | RRC Walker Racing Team         | Cooper   | Climax   |        |     |         |     |         |         |         | ALE Ret |     |       |         | -       | 0     |
| 1960 | Wolfgang Seidel                | Cooper   | Climax   | ARG    | MON | 500     | USA | HOL     | BEL     | FRA     | GBR     | POR | ITA 9 |         | -       | 0     |
| 1961 | Scuderia Colonia               | Lotus    | Climax   | MON    | HOL | BEL NVS | FRA | GBR 17  | ALE Ret | ITA Ret | USA     |     |       |         | -       | 0     |
| 1962 | Ecurie Maarsbergen             | Emeryson | Climax   | HOL NC | MON | BEL     | FRA |         |         |         |         |     |       |         | -       | 0     |
| 1962 | Autosport Team Wolfgang Seidel | Lotus    | BRM      |        |     |         |     | GBR Ret | ALE NVQ | ITA     | USA     | SUD |       |         | -       | 0     |

### Resum
| Curses: | Victòries: | Pòdiums: | Poles: | Voltes ràpides: | Punts: |
| ------- | ---------- | -------- | ------ | --------------- | ------ |
| 12      | 0          | 0        | 0      | 0               | 0      |